# 顾禄
顾禄（1793年—1843年），字總之，一字铁卿，自署茶蘑山人，江蘇蘇州府吴县人，清代文學家。
家境富裕，出身弟子員，嘉庆二十三年（1818），母亲去世，守孝後，不再参加乡试，登山玩水，詩酒風流。與褚逢椿友好，“纵情声色，娶妾居山塘之抱绿渔庄”，晚年被陳姓友人所誘而獲罪，被衙門拘捕，陳某逃逸無蹤，顾禄沮喪萬分，最終病死。
著《清嘉录》、《桐桥倚棹录》等。文字秀麗，记述蘇州地區节令习俗，號稱才子，連日本人都爭相印刷著作。